# 864
السنة 864م كانت سنة كبيسة اعتباراً من يوم السبت من التقويم اليولياني.

## مواليد
- خمارويه
- محمد بن يعقوب الكليني من كبار فقهاء ومحدثي الشيعة الإمامية ومؤلف كتاب الكافي

## وفيات
- سند بن علي
- محمود بن خداش الطالقاني
- الفضل ابن مروان وزير مسيحي في عهد الخلافة العباسية (ب. المرجع المصدق 774)